# Fotevikens Museum
Fotevikens Museum (på dansk Fodevig) er et arkæologisk friluftsmuseum i det sydvestlige Skåne. Stedet ligger tæt ved Skanør-Falsterbo. Museet blev skabt i 1995.
Museet består af en lille by med foreløbig 22 rekonstruerede huse fra vikingetiden beliggende på en strandeng. Husene er omgivet af en halvcirkelformet vold. Hovedparten af husene er byhuse af den type, man kender fra blandt andet Hedeby. Fotevikens Museum bygger på konceptet Living history, hvor alle interesserede kan blive tilknyttet reservatet som viking. Beboerne arbejder med de ting, de er interesseret i. Der findes forskellige arbejdsgrupper inden for skibsbyggeri, bueskydning og håndværk. Beboerne er organiseret i flere bylaug.
Udover reservatet omfatter Fotevikens Museum også en lille museumsbutik med café. I Restaurant Valhall serveres der vikingeretter. Foteviken arrangerer hvert år et stort vikingemarked.
Foteviken ligger et sted, som menes at have været vinterhavn for Harald Blåtand og ved stedet for Slaget ved Fodevig i 1134. Stedet ligger tæt ved Trelleborg i det sydlige Skåne. Skåne byder på mange fund fra dansk vikingetid.
Museet har mange frivillige tilknyttet, som indgår i formidlingen og er iført tidens dragter.
Sammen med Middelaldercentret ved Nykøbing Falster har museet siden 2010 samarbejdet i et EU-projekt kaldet Amaprof, der er en sammentrækning af amatør og professionel.
Projektet skal øge samarbejdet med de ansatte og uddannelsen af de frivillige. Det indbefatter bl.a. udveksling af ansatte og frivillige på de to museer.

## Galleri
- Vagttårn på museet i 2007
- Marked i 2007
- Huse på museet
- Indretning i ét af husene
- Vikingekamp på museet
- Skanörskoggen i Malmö havn.